# Доброкачественное позиционное пароксизмальное головокружение
Доброка́чественное пароксизма́льное позицио́нное головокруже́ние (ДППГ) обычно считают патологией внутреннего уха, проявляющейся эпизодическими головокружениями, которые возникают при изменении положения головы.

## Этиология

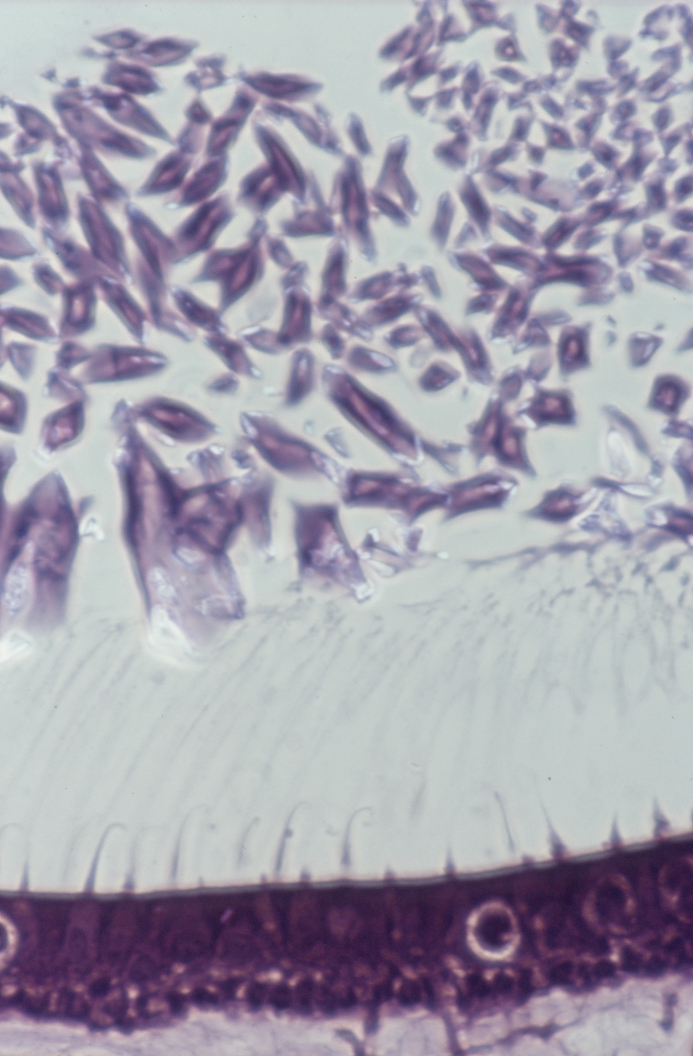
Отолиты

Основная теория возникновения ДППГ связывает заболевание со смещением отолитов (статолитов). Считают, что у больных ДППГ отолиты смещаются в один из полукружных каналов. Изменение положения головы вызывает движение отолитов, изменение нормальной гидромеханики жидкостей внутреннего уха и, как следствие, головокружение.
Одним из основоположников теории часто считают английского врача Чарльза Халлпайка. Ранее, в начале XX века, на возможную роль отолитов в возникновении позиционного головокружения указывал русский врач С. И. Белинов.
Существуют и другие взгляды на этиологию ДППГ, например, как на нарушение тормозной функции вестибулярного мозжечка.

## Симптоматика
Болезнь обычно проявляется внезапными кратковременными, сильными приступами головокружений. Иногда появляются тошнота и рвота. Обычно ДППГ протекает доброкачественно. Обострения, когда приступы повторяются ежедневно, сменяются спонтанным улучшением состояния, иногда до нескольких лет. ДППГ может протекать тяжело, с частыми приступами, ощутимо снижая качество жизни больного. Нарушения равновесия, вызванные приступом, могут быть опасными, например, если приступ возникает при нахождении человека на высоте или во время управления автомобилем.

## Диагностика

Непроизвольные движения глаз

Используются специальные тесты (например, Дикса-Халлпайка). При этом ощущения головокружения у пациента сопровождаются непроизвольным движением глаз (нистагмом), что позволяет с помощью очков Френзеля, видеонистагмографа или визуально проследить за их характерным движением при провокации приступа, для диагностики ДППГ.
Существует мнение, что в дифференциальной диагностике и количественной оценке контроля равновесия при головокружениях может быть полезно применение стабилометрического оборудования.

## Лечение
Одним из основных методов лечения сегодня является использование так называемых позиционных манёвров, заключающихся в серии направленных изменений положения головы или позы пациента врачом, таким образом, чтобы, ориентируясь на реакции больного, добиться прекращения головокружения. Один из таких манёвров известен как манёвр Эпли. Полагают, что связанная с позиционными манёврами нормализация механики внутреннего уха обусловливает восстановления нормального контроля равновесия пациентом.
Хирургическое вмешательство, например, как преграждение полукружного канала, несёт такие же риски, как и любая нейрохирургическая процедура. Поэтому операция является крайним средством для устойчивых к консервативному лечению случаев заболевания.

## Распространение
Считается, что ДППГ занимает от 17 % до 35 % от всех случаев головокружений.